# Bayerischer Badminton-Verband
Der Bayerische Badminton-Verband e. V., kurz BBV, wurde am 27. November 1955 in München in der Turnhalle des MTV München gegründet. Gründungsmitglieder waren Vereine aus München, Prien und Schrobenhausen. Der Gründungsvorsitzende war Alois Brand (München).

## Gliederung
Der Sitz und Geschäftsstelle ist in München. Der BBV gliedert sich in 6 Bezirke (Oberbayern, Schwaben, Niederbayern/Oberpfalz, Mittelfranken, Oberfranken und Unterfranken). Der Bayerische Badminton-Verband gehört neben den Badminton-Landesverbänden Baden-Württemberg und Sachsen zur „Gruppe SüdOst“ des Deutschen Badminton-Verbandes. Im Leistungssportbereich betreibt der Bayerische Badminton-Verband (BBV) im Aktivenbereich die „Oberliga Bayern“ als die höchste Liga im Landesverband Bayern und als vierthöchste Liga im DBV, und darunter die beiden Ligen „Bayernliga Nord“ und „Bayernliga Süd“.

## Gründungsvereine
- Männer Turnverein München von 1979 e. V. (MTV München)
- Post München
- ESV-München-Laim
- 1. Badmintonclub München
- TSV Neuhausen
- TuS Prien
- MTV Schrobenhausen

## Bezirke im BBV

### Gliederung
- Unterfranken (Bezirksvorsitzender: Hans-Rüdiger Strauß)[3]
- Oberfranken (Bezirksvorsitzende: Martina Lißel)[4]
- Mittelfranken (Bezirksvorsitzender: Stephan Wilde)[5]
- Schwaben (Bezirksvorsitzender: Christian Hofweber)[6]
- Oberbayern (Bezirksvorsitzender: Dieter Gläßer)[7]
- Niederbayern/Oberpfalz (Bezirksvorsitzender: Dieter Sichert)[8]

### Aufgabe der BBV Bezirke
- alle im Bezirk Badminton treibenden Vereine zusammenzuschließen und deren berechtigten Interessen zu dienen,
- einen planmäßigen Spielbetrieb, Meisterschaften und Turniere im Einklang mit den gültigen Ordnungen durchzuführen,
- Schulung und Weiterbildung von Aktiven, Trainern, Übungsleitern, Schiedsrichtern und Funktionären sicherzustellen,
- für alle Badminton treibenden Vereine eine einheitliche Auslegung der Regeln und Ordnungen zu gewährleisten,
- die Verbindung zum BBV aufrechtzuerhalten
- den Badminton-Sport im Bezirk der Öffentlichkeit durch Presse, Funk und Fernsehen zu seiner Förderung darzustellen.

## Präsidenten des BBV
- Gründungspräsident Alois Brand (München) von 1955 bis 1957
- Hans Massinger (München) von 1957 bis 1977
- Reinhard Geppert (München) von 1977 bis 2000
- Gerd Brinkmann (Hemhofen) von 2000 bis 2006
- Dieter Gläßer (Fürstenfeldbruck) von 2006 bis 2014
- Klaus Sartoris (Neuburg) von 2014 bis 2021
- Frank Schlosser (Erlangen) seit April 2021

## Landestrainer des BBV
Mitte des Jahres 2007 gab das Präsidium unter dem neuen Präsidenten Dieter Gläßer bekannt, dass ab 1. September 2008 eine Landestrainerstelle auf Honorarbasis eingerichtet wird. Um die Nachwuchsförderung im Leistungsbereich zu gewährleisten.
- Ron Daniels (Dänemark) ab 1. September 2008
- Johann (Hansi) Niesner (TSV Neuhausen-Nymphenburg / BAY) ab 1. Januar 2010
- Dominik Miltner (TV Refrath / NRW) seit 1. Oktober 2010
- Lukas Gunzelmann (ESV Flügelrad Nürnberg / BAY) ab 1. August 2016